# Ray Barbuti

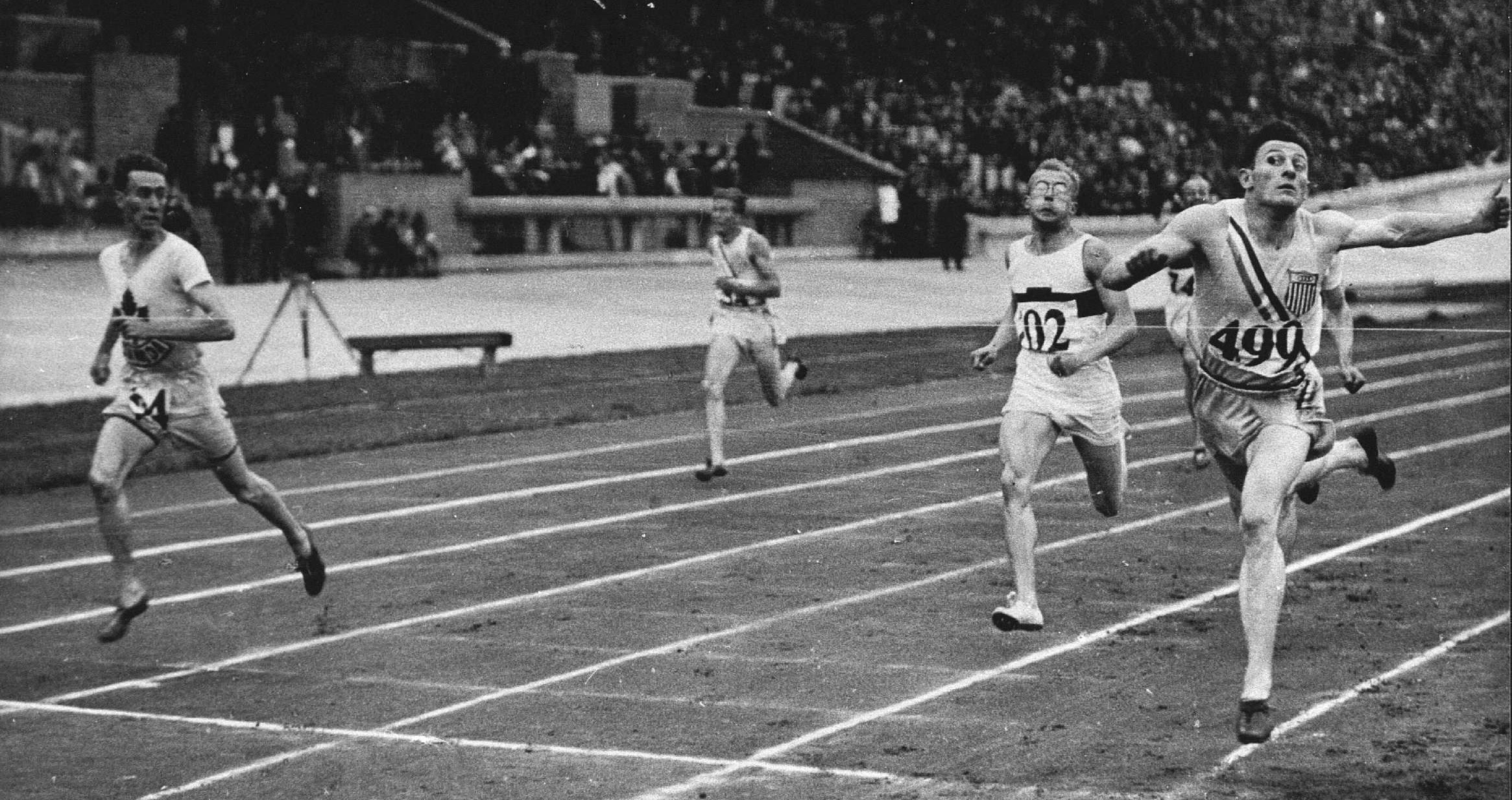
Ray Barbuti (rechts) gewinnt 1928 Gold

Ray Barbuti, eigentlich Raymond James Barbuti, (* 12. Juni 1905 in New York, New York; † 8. Juli 1988 in Pittsfield, Massachusetts) war ein US-amerikanischer Sprinter und Olympiasieger.
Er studierte an der Syracuse University und zeichnete sich dort sowohl in der Leichtathletik wie auch im American Football aus. 1928 gewann er bei den IC4A-Meisterschaften den 400-Meter-Lauf mit einer Zeit von 48,8 s, und ihm gelangen in einem einzigen Footballspiel acht Touchdowns. Im selben Jahr gewann er über 400 Meter auch die AAU-Meisterschaften.
Bei den Olympischen Spielen 1928 in Amsterdam gewann Barbuti die Goldmedaille über 400 Meter, vor dem Kanadier James Ball (Silber) und dem Deutschen Joachim Büchner (Bronze) sowie die Mannschaftsgoldmedaille in der 4-mal-400-Meter-Staffel, zusammen mit seinen Teamkollegen George Baird, Emerson Spencer und Fred Alderman, vor den Teams aus Deutschland (Silber) und Kanada (Bronze). Bei diesem Lauf stellten sie auch mit einer Zeit von 3:14,2 min einen Weltrekord auf.